# سان آنتونیو هایتس (کالیفرنیا)
سان آنتونیو هایتس (به انگلیسی: San Antonio Heights) یک منطقهٔ مسکونی در ایالات متحده آمریکا است که در شهرستان سن برناردینو، کالیفرنیا واقع شده‌است. سان آنتونیو هایتس ۶٫۷۸۱ کیلومتر مربع مساحت و ۳٬۳۷۱ نفر جمعیت دارد و ۶۴۱ متر بالاتر از سطح دریا واقع شده‌است.